# Michael Masser
William Michael Masser (Chicago, 24 marzo 1941 – Rancho Mirage, 9 luglio 2015) è stato un compositore e produttore discografico statunitense, autore di canzoni pop, soprattutto tra gli anni settanta e gli anni ottanta, molte delle quali composte in collaborazione con il paroliere Gerry Goffin.
Ha "firmato" e/o prodotto le canzoni di cantanti famosi, quali: Barbra Streisand, Whitney Houston, George Benson, Roberta Flack, Diana Ross, Teddy Pendergrass, Céline Dion, Natalie Cole, ecc.
Tra i brani più famosi composti da Masser, ricordiamo: Do You Know Where You're Going To (incisa originariamente nel 1973 da Thelma Houston, ma resa celebre nel 1975 da Diana Ross), Greatest Love of All (scritta insieme a Linda Creed ed interpretata da George Benson nel 1977 e da Whitney Houston nel 1986); Tonight I Celebrate My Love (interpretata da Roberta Flack & Peabo Bryson nel 1983); Nothing's Gonna Change My Love for You (interpretata da George Benson nel 1984 e da Glenn Medeiros nel 1987); In Your Arms (scritta con Linda Creed ed interpretata da Diana Ross nel 1982 e riadattata con il titolo di Hold Me nell'interpretazione di Whitney Houston e Teddy Pendergrass del 1984); All at Once (Whitney Houston, 1985); Saving All My Love for You (Whitney Houston, 1985); Didn't We Almost Have It All (Whitney Houston, 1987); In Your Eyes (interpretata da George Benson nel 1983 e da Jeffrey Osborne nel 1987); Miss You Like Crazy (incisa nel 1989 da Natalie Cole); ecc.
Ha firmato anche le musiche di alcuni film:
Mahogany (1975); Io sono il più grande (Greatest, 1977, colonna sonora che comprendeva la canzone Greatest Love of All); Nessuno ci può fermare (1980); L'uomo con la scarpa rossa (1985).